# 金月
金月（1089年—1172年）是一個印度耆那教學者，詩人和通才，有語法、哲學、韻律和歷史方面著作。他出生在現今古吉拉特邦的滕圖加，約位于艾哈邁達巴德西南邊五十公里。當時，古吉拉特邦为索蘭吉王朝所统治。金月在希達拉王及其繼任者庫瑪爾帕王在位期间（1143年至1173年）享有很高的地位。

## 贡献
在大約1150年時，金月發現了我們今日稱為 「斐波那契數列」的數學理論，比數學家斐波那契（1202年）早了五十多年 。

## 外部連結
- 阿恰雅·赫瑪纏德拉
- 黄金分割 （页面存档备份，存于）